# Posto di movimento Lercara Diramazione
Il Posto di Movimento Lercara Diramazione è un posto di movimento situato alla confluenza delle linee Palermo-Agrigento e Palermo-Catania.

## Storia
Il posto di movimento, sito sulla linea Caltanissetta-Palermo, venne attivato il 29 novembre 2015 in previsione dell'attivazione del nuovo tracciato della linea Palermo-Agrigento, che avrebbe avuto origine da tale impianto.
Questo avvenne con il cambio orario del 10 dicembre 2017.

## Strutture e impianti
Il posto di movimento conta 3 binari di circolazione.